# 瑞秋·希爾森
瑞秋·娜歐蜜·希爾森（Rachel Naomi Hilson，1995年10月30日—）是一位美国女演員。 她於 2010 年開始了自己的職業生涯，在 CBS 律政劇《「法」妻》中飾演妮莎·達爾瑪 (Nisa Dalmar)。 她還曾在 全国广播公司 的《崛起》和《這就是我們》中反覆出演角色，並在 Hulu 青少年劇《愛，維克多》中擔任主演。

## 早期生活
1995年10月30日出生於馬裡蘭州巴爾的摩，父母是羅伯特·希爾森 (Robert Hilson) 和安妮塔·希爾森 (Anita Hilson)。  她有一個妹妹，名叫金伯莉。就讀於纽约大学加勒廷個人化學習學院，她在那裡創建了自己的課程。 在她的大學生涯中，出現在包括《哈姆雷特》在內的多部戲劇作品中。 2018 年畢業，主修寫作和表演比賽。 大學期間，曾擔任麵包推銷員，甚至一度為女演員露琵塔·尼詠歐 (Lupita Nyong'o) 提供服務。

## 影视作品

### 电影
| 年份 | 标题                                        | 角色                            | 备注     |
| ---- | ------------------------------------------- | ------------------------------- | -------- |
| 2013 | 《卡斯》（Cass）                            | 卡斯·莫里斯（Cass Morris）      | 主要角色 |
| 2017 | 《夜晚》（Night）                           | 傑西（Jess）                    | 短篇電影 |
| 2017 | 《國王》（Kings）                           | 妮可·帕特森（Nicole Patterson） |          |
| 2019 | 《當他們熟睡時》（As they Slept）           | 埃莉諾（Eleanor）               | 短篇電影 |
| 2023 | 《王室緋聞守則》（Red, White & Royal Blue） | 諾拉·霍勒蘭（Nora Holleran）    |          |

### 电视
| 年份      | 标题                                                                         | 角色                            | 备注                          |
| --------- | ---------------------------------------------------------------------------- | ------------------------------- | ----------------------------- |
| 2010      | 《「法」妻》（The Good Wife）                                                | 尼薩·達爾瑪（Nisa Dalmar）      | 重複角色；7集                 |
| 2012      | 《慾海醫心》（Royal Pains）                                                  | 姪女 1（Niece 1）               | 剧集: 「Sand Legs」           |
| 2015      | 《基本演绎法》（Elementary）                                                 | 萊克西（Lexi）                  | 剧集: 「Seed Money」          |
| 2015      | 《一巴掌》（The Slap）                                                       | 麗茲（Liz）                     | 剧集: 「Connie」              |
| 2015      | 《護士當家》（Nurse Jackie）                                                 | 病人（Patient）                 | 剧集: 「Jackie and the Wolf」 |
| 2015      | 《婚外情事》（The Affair）                                                   | 學生導遊（Student Tour Guide）  | 剧集: 「208」                 |
| 2016      | 《國務卿女士》（Madam Secretary）                                            | 貝卡（Becca）                   | 剧集: 「Higher Learning」     |
| 2017      | 《美国谍梦》（The Americans）                                                | 琳達（Linda）                   | 剧集: 「The Soviet Division」 |
| 2018      | 《法律与秩序：特殊受害者》（Law & Order: Special Victims Unit）              | 蒂安娜·威廉斯（Tiana Williams） | 剧集: 「Guardian」            |
| 2018      | 《崛起》（Rise）                                                             | 哈莫尼·柯蒂斯（Harmony Curtis） | 經常性角色； 10集             |
| 2019      | 《福斯/韋爾東》（Fosse/Verdon）                                              | 簡（Jane）                      | 剧集: 「Life Is a Cabaret」   |
| 2019      | 《大老婆俱乐部》（First Wives Club）                                         | 梅根（Megan）                   | 剧集: 「Storytelling」        |
| 2019      | 《這就是我們》（This Is Us）                                                 | 貝絲·克拉克（Beth Clarke）      | 經常性角色； 11集             |
| 2020      | 《高維護成本》（High Maintenance）                                           | 海莉（Hailey）                  | 剧集: 「Backflash」           |
| 2020–2022 | 《愛，維克多》（Love, Victor）                                               | 米婭·布魯克斯（Mia Brooks）     | 主要角色                      |
| 2021      | 《美國恐怖故事：二部連映》（American Horror Story: Double Feature）          | 潔美·霍華（Jamie Howard）       | 主要角色；4集                 |
| 2022      | 《勝利時刻：湖人王朝的崛起》（Winning Time: The Rise of the Lakers Dynasty） | 辛蒂·戴（Cindy Day）            | 主要角色                      |
| TBA       | 《撣子》（Duster）                                                           | 妮娜（Nina）                    |                               |